# Guerra de los Nueve Años
La guerra de los Nueve Años, también llamada guerra de la Liga de Augsburgo, guerra de la Gran Alianza o guerra del Palatinado, fue una guerra entre potencias europeas entre 1688 y 1697, que enfrentó a Francia contra la Liga de Augsburgo, la cual sería conocida en 1689, con el ingreso de Inglaterra, con el nombre de Gran Alianza. El conflicto finalizó con la firma del Tratado de Rijswijk. Si bien la guerra se libró en gran medida en Europa, los combates se extendieron hasta posesiones coloniales en América, India, y África occidental. Conflictos militares relacionados incluyen la Guerra Guillermita en Irlanda, así como la Guerra del rey Guillermo en América del Norte, como se conoce al teatro de operaciones americano, que enfrentó a Inglaterra y Francia por el dominio de las colonias de dicho continente. La guerra se libró para intentar frenar la expansión francesa en el Rin. Por otro lado, la Inglaterra de Guillermo III participó para evitar el apoyo francés a una posible restauración de Jacobo II en el trono inglés, del que había sido derrocado en la Revolución Gloriosa.
Luis XIV de Francia emergió de la guerra franco-neerlandesa en 1678 como el monarca más poderoso de Europa. Mediante una combinación de agresión, anexiones y medios cuasi legales, se dedicó a ampliar sus conquistas para fortalecer las fronteras de Francia, lo que culminó en la Guerra de las Reuniones de 1683 a 1684. La Tregua de Ratisbona garantizó estas nuevas fronteras durante dos décadas, pero preocupaciones entre los estados protestantes europeos sobre la expansión francesa y sus políticas antiprotestantes llevaron a la creación de la Gran Alianza, liderada por Guillermo de Orange.
En septiembre de 1688, Luis XIV lideró un ejército a través del Rin para apoderarse de territorios adicionales del otro lado. Esta medida fue planeada para extender su influencia y presionar al Sacro Imperio Romano Germánico a que aceptara sus reclamos territoriales y dinásticos. Sin embargo, Leopoldo I, emperador del Sacro Imperio Romano Germánico y príncipes alemanes apoyaron a los neerlandeses en su oposición a los objetivos franceses, mientras que la Revolución Gloriosa de noviembre de 1688 aseguró recursos ingleses y el apoyo a la Alianza. Durante los años siguientes, los combates se centraron en los Países Bajos Españoles, Renania, el Ducado de Saboya y Cataluña. Aunque los enfrentamientos favorecieron en general a los ejércitos de Luis, ninguno de los dos bandos logró obtener una ventaja significativa y, para 1696, los principales beligerantes estaban agotados económicamente, de manera que estaban ansiosos de negociar un acuerdo.
Según los términos de la Paz de Rijswijk de 1697, el control francés sobre la totalidad de Alsacia fue reconocido oficialmente, pero Lorena y las ganancias en la orilla derecha del Rin fueron renunciadas y restituidas a sus gobernantes. Luis XIV también reconoció a Guillermo III como el legítimo rey de Inglaterra, mientras que los neerlandeses adquirieron fortalezas de barrera en los Países Bajos Españoles para ayudar a asegurar sus fronteras y se les concedió un tratado comercial favorable. Sin embargo, ambos bandos veían la paz como solo una pausa en las hostilidades, ya que no resolvía la cuestión de quién sucedería al enfermo y sin hijos Carlos II de España como gobernante del Imperio español, una cuestión que había dominado la política europea durante más de tres décadas. Esto desembocaría en la Guerra de sucesión española en 1701.

## Orígenes
En los años posteriores a la guerra franco-neerlandesa (1672-1678), Luis XIV, ahora en el apogeo de su poder, trataba de imponer la unidad religiosa en Francia y consolidar y expandir sus fronteras. Ya había ganado gloria personal al conquistar nuevos territorios, pero ya no estaba dispuesto a seguir una política militarista sin límites definidos como la que había emprendido en 1672. En cambio, decidió apoyarse en la clara superioridad militar de Francia para lograr objetivos estratégicos específicos a lo largo de sus fronteras. Proclamado como el «Rey Sol», un Luis más maduro, consciente de que no había logrado resultados decisivos contra los neerlandeses, había pasado de la conquista a la seguridad por medio de amenazas, en lugar de la guerra abierta, para intimidar a sus vecinos y lograr su sumisión.
Luis XIV, junto con su principal asesor militar, Louvois, su ministro de Asuntos Exteriores, Colbert de Croissy, y su experto técnico, Vauban, desarrollaron la estrategia defensiva de Francia. Vauban había abogado por un sistema de fortalezas inexpugnables a lo largo de la frontera (la Frontière de fer) para mantener alejados a los enemigos de Francia. Sin embargo, para construir un sistema adecuado, el rey necesitaba adquirir más tierras de sus vecinos para formar una sólida línea de avanzada. Tal racionalización de la frontera la haría mucho más defendible y la definiría con mayor claridad en un sentido político, pero también creaba la paradoja de que, si bien los objetivos finales de Luis eran defensivos, los persiguió por medios ofensivos. Se apoderó del territorio necesario en las Reuniones, una estrategia que combinaba legalismo, arrogancia y agresión.
Con la Guerra de las Reuniones, Francia se apropió de territorios de las fronteras de la actual Alemania y las anexiones establecieron el poder francés en Italia. Sin embargo, al intentar construir su frontera inexpugnable, Luis XIV alarmó tanto a los demás estados europeos que se hizo inevitable una guerra general, que había tratado de evitar. Sus fortalezas no solo cubrían sus fronteras, sino que también proyectaban el poder francés. Sólo dos estadistas podían esperar oponerse a Luis XIV. Uno era Guillermo de Orange, el estatúder de las Provincias Unidas de los Países Bajos, el líder natural de la oposición protestante, y el otro era el emperador del Sacro Imperio Romano Germánico Leopoldo I, el líder de las fuerzas antifrancesas y la Europa católica. Ambos querían actuar, pero una oposición efectiva en 1681 y 1682 estaba fuera de cuestión ya que los burgueses (Vroedschap) de Ámsterdam no querían más conflictos con Francia, y ambos eran plenamente conscientes de las debilidades actuales de España y del imperio, cuyos importantes príncipes alemanes de Maguncia, Tréveris, Colonia, Sajonia, Baviera y (significativamente) Federico Guillermo I de Brandeburgo seguían estando a sueldo de Francia.
Con la Tregua de Ratisbona, de 1684, que puso fin a la Guerra de las Reuniones, Francia había estado en condiciones de imponer su voluntad en Europa; sin embargo, después de 1685, su posición militar y diplomática dominante comenzó a deteriorarse. Uno de los principales factores de la disminución fue la revocación del Edicto de Nantes por parte de Luis XIV, que provocó la dispersión de la comunidad protestante de Francia. Hasta 200 000 hugonotes huyeron a Inglaterra, la República neerlandesa, Suiza y Alemania, y difundieron historias de brutalidad a manos de Luis.Las críticas al régimen de Luis XIV se extendieron por toda Europa. La tregua de Ratisbona, seguida de la revocación del Edicto de Nantes, provocó sospechas sobre las verdaderas intenciones de Luis. Muchos también temieron los supuestos planes del rey de una monarquía universal, con la unión de las coronas española y alemana con la de Francia. En respuesta, tras la guerra de los Treinta Años, la cual había devastado gran parte del sur de la actual Alemania, representantes del emperador Leopoldo I, varios príncipes del sur de Alemania (incluyendo a los del Palatinado, Baviera y Brandeburgo), España (motivada por el ataque francés de 1683 y la tregua impuesta de 1684) y Suecia (en su calidad de príncipes del Imperio) se reunieron en Augsburgo para formar una liga defensiva del Rin en julio de 1686, la llamada Liga de Augsburgo. El papa Inocencio XI, en parte debido a su enojo por el fracaso de Luis en emprender una cruzada contra los turcos, les dio su apoyo secreto.
La Liga de Augsburgo tenía poco poder militar: el Imperio y sus aliados, la Liga Santa, todavía estaban ocupados luchando contra los turcos otomanos en Hungría. Muchos de los pequeños príncipes se mostraban reacios a actuar por temor a represalias francesas. Sin embargo, Luis XIV observaba con aprensión los avances de Leopoldo I contra los otomanos. Las victorias de los Habsburgo a lo largo del Danubio en Buda en septiembre de 1686 y Mohács un año después, habían convencido a los franceses de que el Emperador, en alianza con España y Guillermo de Orange, pronto centraría su atención en Francia y recuperaría lo que había sido recientemente ganado por la intimidación militar de Luis. En respuesta, Luis XIV trató de garantizar sus ganancias territoriales de las Reuniones obligando a sus vecinos alemanes a convertir la Tregua de Ratisbona en un acuerdo permanente. Sin embargo, un ultimátum francés emitido en 1687 no logró obtener las garantías deseadas del Emperador, cuyas victorias en el este hicieron que los alemanes estuvieran menos ansiosos por llegar a acuerdos en el oeste. A la vez, Guillermo de Orange se estaba convirtiendo rápidamente en el líder de una coalición de estados protestantes, ansiosos por unirse al Emperador y a España y poner fin a la hegemonía de Francia.
La alianza se amplió con la incorporación de Portugal, España, Suecia y las Provincias Unidas de los Países Bajos. Aunque el origen de la Liga era proteger la región del Rin de una expansión francesa, su fin último era formar una coalición ofensiva contra Francia, la cual era la mayor potencia europea del momento, y contra las reclamaciones territoriales que hacía el monarca francés Luis XIV en nombre de su cuñada Isabel, duquesa de Orleans.
Francia esperaba que la Inglaterra de Jacobo II se mantuviera neutral en virtud de los tratados que unían ambos países, como el de Dover. Pero tras la deposición en el trono inglés de Jacobo y la subida como monarca del cuñado de este Guillermo de Orange, el enemigo acérrimo de Luis XIV (al cual se enfrentó en la guerra franco-neerlandesa), Inglaterra declaró la guerra a Francia en mayo de 1689, uniéndose así a la Liga, la cual pasó a llamarse Gran Alianza. Guillermo de Orange 

## Primeras campañas
La guerra comenzó con la invasión por parte de los franceses del Palatinado en 1688. Dicha invasión era el resultado de las reclamaciones territoriales hechas por Luis XIV en el nombre de la duquesa de Orleans, su cuñada. El ataque produjo la unión de los príncipes alemanes con el emperador, el cual, sin embargo, todavía estaba envuelto en una guerra con el Imperio otomano.
Siguiendo su política agresiva contra los territorios germanos, Luis XIV mandó sus ejércitos a aquel país en 1688. Algunos de sus destacamentos de incursión saquearon el país, llegando muy al sur hasta Augsburgo. La Alianza reaccionó al completo, quedando conformada finalmente tras el Tratado de Viena de mayo de 1689.
En el ejército francés se había concluido la reforma de Louvois, quien reestructuró toda la fuerza militar francesa, haciendo de ella no solo la mejor y más preparada, sino también la más numerosa. De hecho, en 1688 Luis XIV tenía disponible —para ver realizados sus deseos expansionistas— no menos de 375 000 soldados y 60 000 marineros. La infantería estaba uniformada e instruida, y usaban bayonetas, que ya comenzaban a usarse. La única pieza de armamento antiguo era la pica, que había sido ya descartada por las tropas del Imperio en su guerra contra los turcos otomanos.
En 1689, Luis XIV disponía de seis ejércitos de tierra. El de Alemania, que había llevado a cabo la incursión del otoño anterior, no estaba en posición de enfrentarse al grueso del ejército de la coalición oponente. Por ello, Louvois ordenó que se dirigieran al Palatinado, donde la devastación causada en el país entre Heidelberg, Mannheim, Espira, Oppenheim y Worms fue ejecutada metódicamente y sin piedad en los meses de enero y febrero de 1689. Esta medida, puramente militar, tomada por Louvois tenía el único propósito de refrenar el avance del ejército enemigo.
La acción militar fue poco provechosa para los franceses; el mariscal Duras, comandante francés, se vio obligado a resistir en la orilla oriental del medio Rin, y lo único que se le ocurrió fue ir a devastar Baden y Brisgovia, de una importancia militar nula. El ejército principal de los aliados llegó mucho más al norte, por lo que no encontraron ninguna oposición a su avance. Carlos V de Lorena y Maximiliano II Emanuel sitiaron Maguncia, mientras que el elector de Brandeburgo asediaba Bonn. Este último, siguiendo el ejemplo de sus enemigos franceses, bombardeó la ciudad, en vez de hacer una brecha en sus murallas. Maguncia se rindió el 8 de septiembre de 1688. El gobernador de Bonn, lejos de estar intimidado por el bombardeo, aguantó hasta que llegaron refuerzos a la ciudad provenientes de la recién capturada Maguncia. Una vez llegados los refuerzos, rechazó los términos de rendición que le fueron presentados, resistiendo un último asalto el 12 de octubre de 1688. Tan solo 850 de los 6000 hombres que guardaban Bonn pudieron rendirse el día 16. Boufflers, que comandaba otro ejército francés, operaba desde Luxemburgo (que fue capturado por los franceses en 1684). A pesar de una pequeña victoria en Cochem, no consiguió recuperar ni Maguncia ni Bonn.

## Campaña en Irlanda (1690-1691)
En un intento de restaurar a Jacobo II en el trono inglés y sacar así a Inglaterra de la Gran Alianza, Luis XIV suministró tropas y ayuda militar y económica a los promotores jacobitas en Irlanda. Guillermo de Orange se vio obligado a ir a Irlanda a presentar batalla frente a los jacobitas. En la subsecuente guerra, Guillermo venció a Jacobo en la batalla del Boyne en julio de 1690, acabando así con las aspiraciones de Jacobo de recuperar su trono perdido. La guerra continuó hasta julio de 1691, cuando Ginkel, general de Guillermo, obtuvo una victoria decisiva sobre las tropas francesas e irlandesas en la batalla de Aughrim.

## Campaña en los Países Bajos
En el teatro de operaciones principal de la guerra, la zona continental europea, las primeras campañas militares, la mayoría de las cuales se desarrollaron en los Países Bajos Españoles, fueron favorables a Francia. Tras un revés en la batalla de Walcourt en agosto de 1689, en la que el ejército francés fue derrotado por el ejército aliado al mando del Príncipe Jorge Federico de Waldeck, los franceses vencieron, liderados por el Mariscal de Luxemburgo, en la batalla de Fleurus en 1690. Los franceses también salieron victoriosos de los Alpes en 1690, cuando el Mariscal Nicolas Catinat derrotó al duque de Saboya en la batalla de Staffarda, ocupando Saboya. La recaptura de Belgrado por los turcos en octubre de ese mismo año fue una bendición para los franceses, ya que impedía una posible paz entre el emperador y los turcos y forzaba a este a enviar parte de sus tropas al este para combatir al enemigo otomano. Los franceses también consiguieron la victoria en el mar, venciendo a la flota anglo-holandesa en la batalla de Beachy Head, aunque este dominio no se vio continuado debido al envío de refuerzos para apoyar a los jacobitas y a que no se marcó como objetivo el mantener el control del canal de la Mancha.
Francia continuó victoriosa en 1691, cuando Luxemburgo conquistó Mons y Halle, derrotando además a Waldeck en la batalla de Leuze, mientras que Catinat proseguía su avance hacia Italia y otro contingente francés hacia lo mismo hacia España. En 1692, Namur fue capturada por un ejército francés bajo el mando directo del rey, rechazando un ataque de Guillermo de Orange en la batalla de Steinkerque.

## Batallas navales

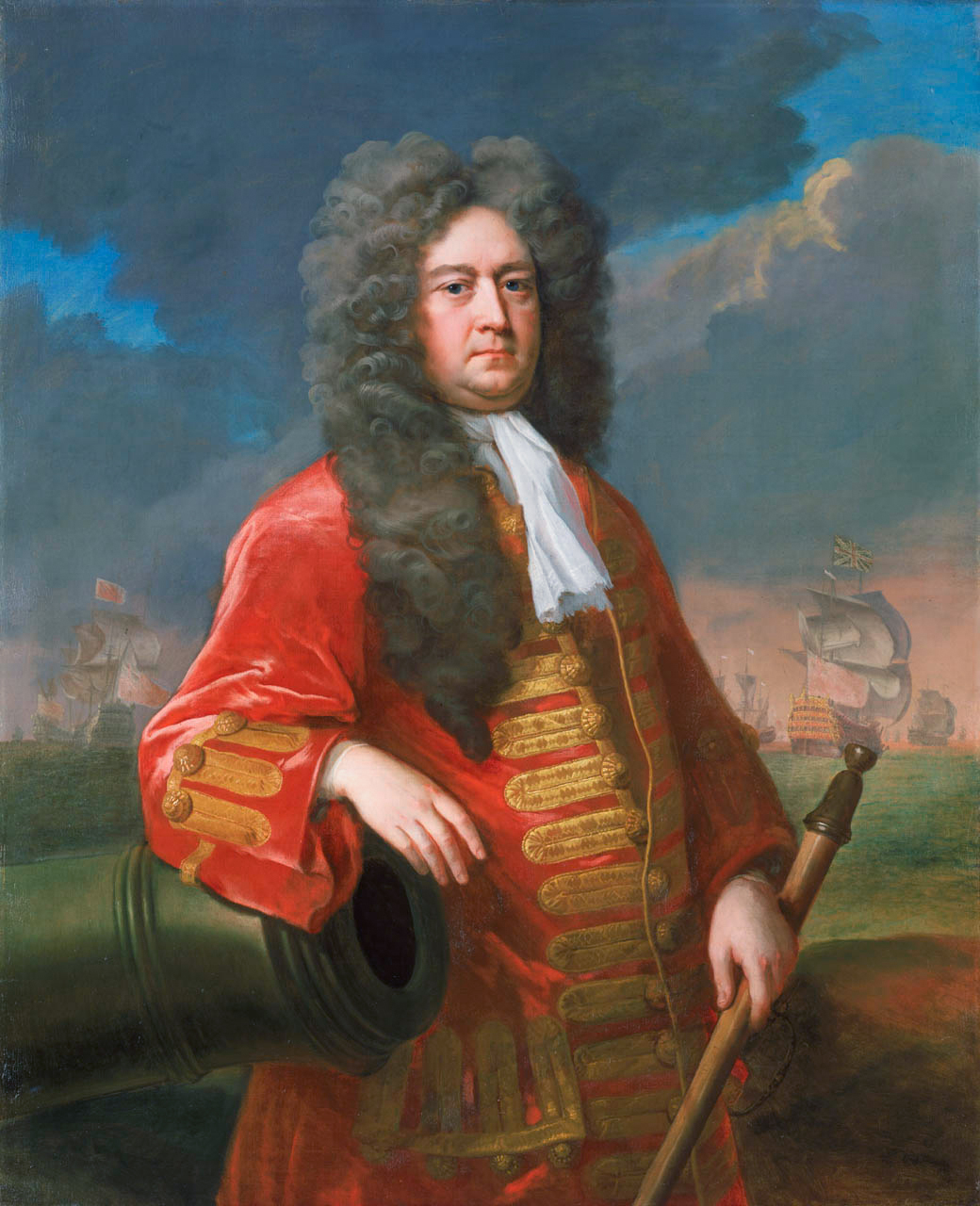
Sir George Rooke, almirante británico en la guerra de los Nueve Años.

La guerra en el mar no destacó por ser una sobresaliente muestra de energía o capacidad, aunque sí fue singularmente decisiva en sus resultados. Al comienzo de la lucha, la flota francesa navegaba al completo en busca de la flota unida anglo-holandesa. Ya en 1690 había demostrado una amplia superioridad sobre ellas, venciéndolas en Beachy Head. Pero la situación evolucionó a medida que avanzaba la guerra, hasta cambiar completamente. Los británicos vencieron en 1692 en la batalla de Barfleur y obtuvieron una importante victoria naval en La Hogue. Antes del fin de la guerra, la mayoría de la flota francesa se encontraba en puerto. El fallo de la flota se debió, principalmente, a la falta de fondos en la tesorería francesa, aunque la incapacidad de los almirantes franceses para manejar correctamente sus barcos y la incapacidad de los ministros reales para redirigir sus esfuerzos a la marina también contribuyeron mucho al resultado naval.

## Continuación de la campaña de los Países Bajos
Independientemente del apartado naval, la guerra continuó, así como las victorias francesas en tierra. 1693 presenció otra victoria de Luxemburgo sobre Guillermo en la batalla de Landen y la captura de Charleroi. Francia obtuvo una victoria decisiva en la batalla de Marsaglia. En 1694 los franceses avanzaron por Cataluña hasta sitiar Barcelona, pero el sitio tuvo que ser levantado por el asalto de una flota inglesa. En junio de 1697 Vendôme asedió Barcelona que capituló el 10 de agosto, siendo devuelta al rey Carlos en el tratado de Ryswick.
La causa francesa sufrió un serio revés con la muerte de François-Henri de Montmorency en 1695. En la campaña del verano de ese año, Guillermo consiguió tomar Namur. El tratado de Turín de 1696 dio fin a la participación de Saboya en la guerra, lo que permitió a Francia reforzar el frente norte, donde estaban repeliendo los repetidos ataques de las fuerzas de Guillermo.
Este periodo de la guerra estuvo marcado por la hambruna y la recesión.

## Paz

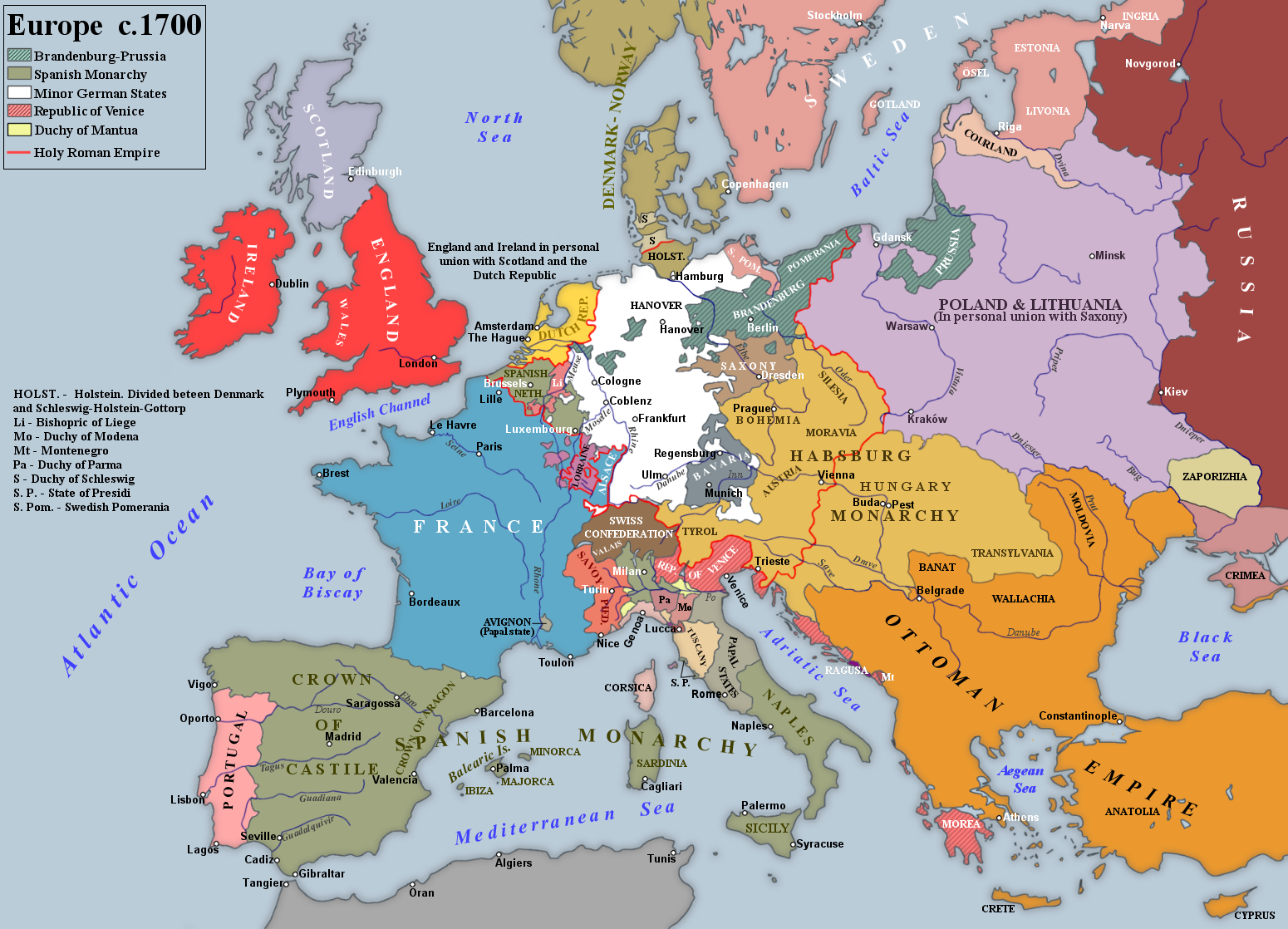
Europa tras el Tratado de Rijswijk.

La guerra finalizó con una paz no concluyente, que tomó forma en el Tratado de Rijswijk el 20 de septiembre de 1697, el cual restauraba mayormente el statu quo ante bellum. Luis XIV accedió a devolver las fortificaciones de Mons, Luxemburgo y Cortrique, así como Barcelona y el norte de Cataluña,   a los españoles y solo conservó Estrasburgo. Esta decisión fue tomada, probablemente, para mejorar sus posibilidades de colocar a un Borbón en el trono español cuando muriera sin descendencia Carlos II.